# Odynerus ignaruris
Odynerus ignaruris är en stekelart som beskrevs av Kohl. Odynerus ignaruris ingår i släktet lergetingar, och familjen Eumenidae. Inga underarter finns listade i Catalogue of Life.